# ديك بورسيل
ديك بورسيل (بالإنجليزية: Dick Purcell)‏ هو ممثل أمريكي، ولد في 6 أغسطس 1908 في الولايات المتحدة، وتوفي في 10 أبريل 1944 بهوليوود في الولايات المتحدة.

## وصلات خارجية
- ديك بورسيل على موقع IMDb (الإنجليزية)
- ديك بورسيل على موقع قاعدة بيانات برودواي على الإنترنت (الإنجليزية)
- ديك بورسيل على موقع إن إن دي بي (الإنجليزية)
- ديك بورسيل على موقع قاعدة بيانات الفيلم (الإنجليزية)